# Tigran Petrosjan

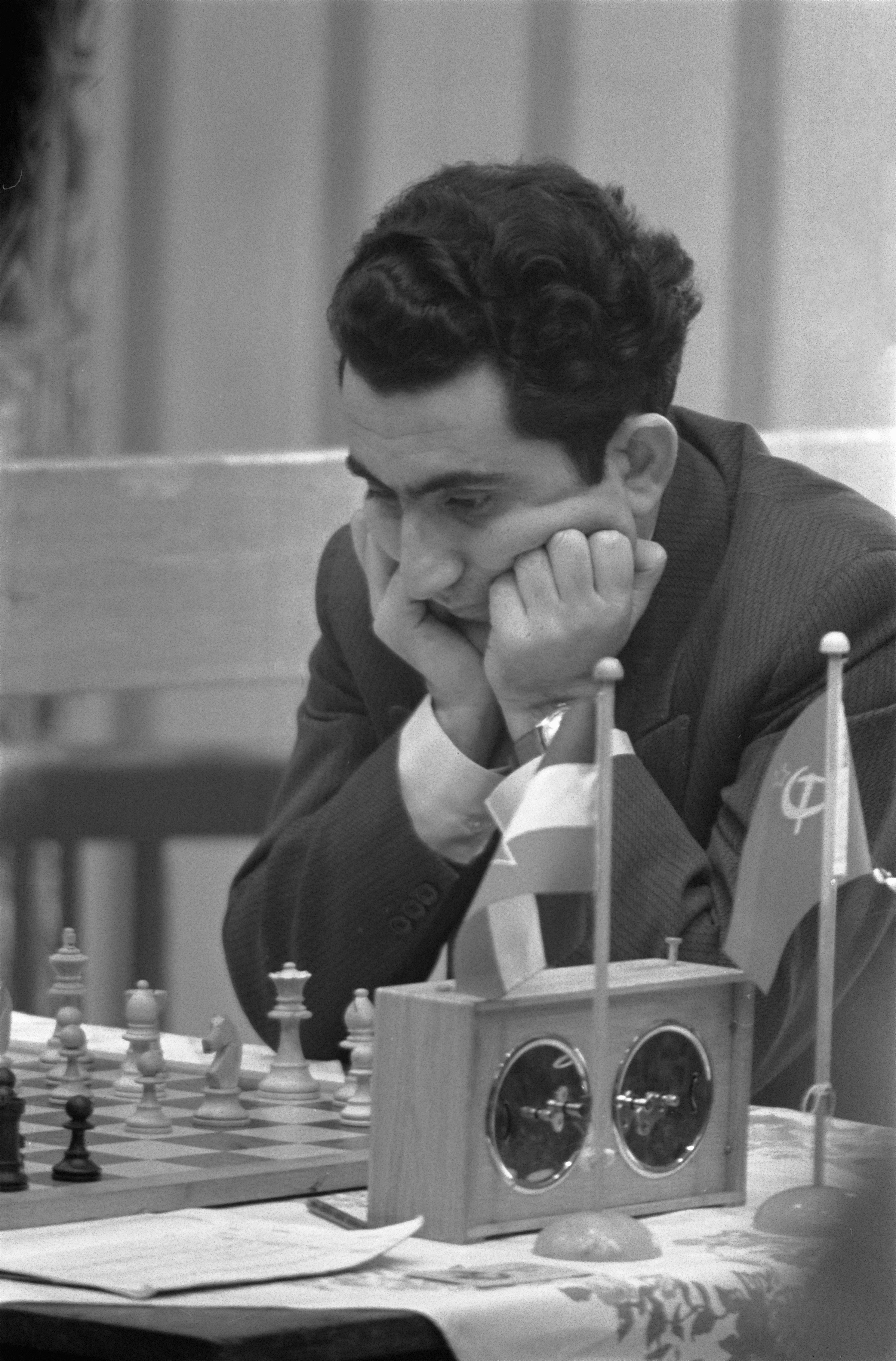
Petrosjan tijdens het Hoogovenstoernooi 1960

Tigran Vartanovitsj Petrosjan (Armeens: Տիգրան Վարդանի Պետրոսյան) (Tbilisi, 17 juni 1929 – Moskou, 13 augustus 1984) was een Armeense schaker. Hij was de negende wereldkampioen van 1963 tot 1969.
Hij leerde schaken van zijn ouders toen hij acht jaar was. Hij maakte snel vorderingen en werd in 1945 en 1946 jeugdkampioen van de Sovjet-Unie. Eind jaren veertig woonde hij een aantal jaren in Armenië en hij werd daar op zijn zeventiende kampioen. In 1950 verhuisde hij naar Moskou en ging al snel tot de top van de Sovjet-schakers behoren. In 1952 werd hij grootmeester.
In de jaren vijftig deed hij een aantal keren mee aan het kampioenschap van de Sovjet-Unie en aan alle kandidatentoernooien om het wereldkampioenschap (1953, 1956 en 1959), met redelijk resultaat.
Petrosjans grote tijd begon eind jaren vijftig. In 1959 werd hij kampioen van de Sovjet-Unie, een prestatie die hij in 1961 wist te herhalen. In 1960 won hij samen met Bent Larsen het Hoogovenstoernooi. In 1962 won hij het kandidatentoernooi op Curaçao en in 1963 de match om het wereldkampioenschap tegen Michail Botvinnik, 12½-9½ was het resultaat.
Petrosjan was geen erg actieve of succesvolle wereldkampioen, maar in 1966 verdedigde hij zijn titel met succes tegen Boris Spasski (12½-11½). In 1969 moest hij wederom tegen Spasski aantreden en deze keer dolf Petrosjan met 10½-12½ het onderspit. Datzelfde jaar won hij voor de derde keer het kampioenschap van de Sovjet-Unie.
In de volgende kandidatencyclus won Petrosjan van Robert Hübner en Viktor Kortsjnoj en wist in de finale enig weerwerk aan Bobby Fischer te leveren, alvorens met 2½-6½ ten onder te gaan. Hierna speelde Petrosjan geen grote rol meer in de strijd om het wereldkampioenschap, maar bleef tot kort voor zijn dood een topgrootmeester. In 1975 werd hij voor de vierde maal Sovjet-kampioen. In januari 1977 deelde hij met Viktor Kortsjnoj de tweede plaats op de FIDE-ranglijst, achter Anatoli Karpov.
Petrosjan had een sterk positionele stijl. Hij was een meester in het vasthouden van kleine voordeeltjes en het voorkomen van tegenspel van de tegenstander. "IJzeren Tigran", zoals hij wel werd genoemd, verloor zelden een partij.
| 8 | rd               | nd | bd | qd | kd | bd |    | rd |
| 7 | pd               |    | pd | pd |    | pd | pd | pd |
| 6 |                  | pd |    |    | pd | nd |    |    |
| 5 |                  |    |    |    |    |    |    |    |
| 4 |                  |    | pl | pl |    |    |    |    |
| 3 | pl               |    |    |    |    | nl |    |    |
| 2 |                  | pl |    |    | pl | pl | pl | pl |
| 1 | rl               | nl | bl | ql | kl | bl |    | rl |
|   | a                | b  | c  | d  | e  | f  | g  | h  |
|   | Petrosjansysteem |    |    |    |    |    |    |    |

Hij heeft ook ettelijke varianten op zijn naam staan waaronder het Petrosjansysteem in de schaakopening Dame-Indisch: 1.d4 Pf6 2.c4 e6 3.Pf3 b6 4.a3